# Franciska Izabella orléans-i hercegnő
Franciska Izabella orléans-i és guise-i hercegnő, férjezett Franciska görög és dán királyi hercegné (franciárul: Françoise d’Orléans, Princesse de France, teljes nevén Françoise Isabelle Louise Marie; Párizs, 1902. december 25. – Párizs, 1953. február 25.) francia hercegnő, Orléans és Guise hercegnője, házassága révén görög és dán királyi hercegné.

## Élete

### Származása és gyermekkora
Franciska hercegnő 1902 karácsonyán született János, Orléans és Guise hercege és Izabella, Orléans hercegnője és Párizs grófnője második gyermekeként. A hercegnő gyermekkorát Le Nouvion-en-Thiérache-ben töltötte, ám János herceg 1909-ben úgy döntött, hogy családjával kiköltözik Marokkóba. Larache-ban telepedtek le d’Orliac név alatt, és viszonylag szerény körülmények között éltek. Ez az életvitel nem tette lehetővé, hogy a hercegnő és testvérei rangjukhoz méltó oktatásban részesüljenek. Maga Franciska Izabella hercegnő szabadidejének jó részét lóháton töltötte, és kiválóan megtanult lovagolni.
Az 1920-as években a család kénytelen volt visszatérni Európába, mivel elhunyt az Orléans-ház feje, és így János hercegből Franciaország trónörököse lett. Ez a cím szükségessé tette a hazatérést, és emellett lehetőséget biztosított a hercegnőknek arra, hogy uralkodóház sarjaihoz menjenek nőül.

### Házassága

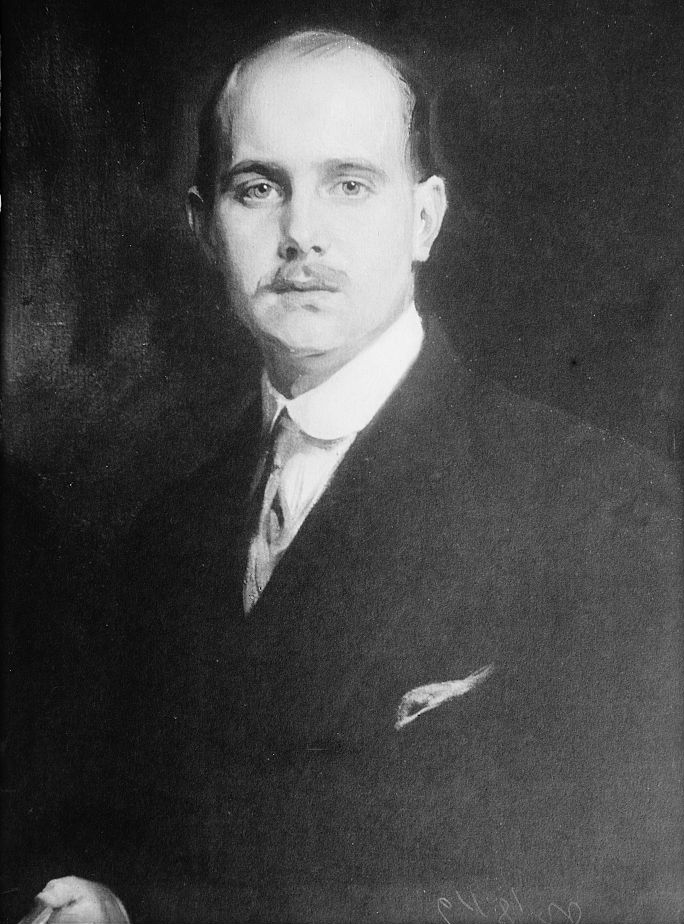
Kristóf görög és dán királyi herceg

1929-ben, huszonhét éves korában Franciska Izabella hercegnő nagynénje, Ilona orléans-i hercegnő jóvoltából találkozott Kristóf görög királyi herceggel. Kristóf herceg I. György görög király legifjabb fiaként született, és 1920-ban feleségül vette a polgári származású None May Nancy Stewartot, aki azonban három év múlva elhunyt rák következtében. Franciska Izabella Palermóban, 1929. február 10-én, polgári esküvő keretében feleségül ment Kristóf herceghez, majd február 11-én egyházi szertartáson is egybekeltek.
Görögország államformája akkoriban köztársaság volt, és a görög királyi család tagjai száműzetésben éltek. Kristóf herceg és Franciska Izabella felváltva éltek Kristóf herceg Villa Anastasia nevű rezidenciájában és Rómában. A házaspár szerény életvitelt folytatott, még annak ellenére is, hogy János herceg anyagilag támogatta őket. 1936-ban restaurálták a monarchiát Görögországban, helyzetük ekkor megjavult.
1939-ben, Párizsban megszületett Franciska Izabella és Kristóf herceg egyetlen gyermeke, Mihály herceg. Fia születése hatalmas örömöt okozott a hercegnőnek, amelyet azonban hamar beárnyékolt a második világháború kitörése. II. György király hazahívta Kristóf herceget, hogy őt bízza meg a külföldi tárgyalások vezetésével. A herceg az út során megbetegedett, és 1940. január 21-én, Athénban elhunyt. A hercegnőt még a halál bekövetkezte előtt értesítették férje rosszabbodó állapotáról, ám Franciska Izabella nem tudott kijutni Franciaországból, így már csak férje temetésére érkezett meg.

### Özvegységben

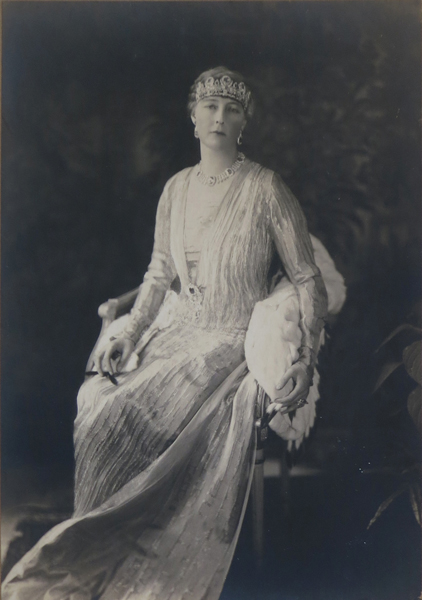
Franciska Izabella, Guise hercegnéje 1935 körül

Franciska Izabella férje eltávozta után úgy döntött, Athénban telepszik le, és ott neveli fel fiát. Eladta olaszországi házát, a Villa Anastasiát, ám Görögország belépett a világháborúba az olaszokkal ellentétes oldalon, lehetetlenné téve a hercegnőnek, hogy Athénba utazzon. Franciska Izabella ekkor úgy döntött, Marokkóba költözik, a larache-i palotába.
Marokkóban élt több családtagja is, akik a náci megszállás elől menekültek oda. A családban hamar megjelentek a politikai ellentétek, mert míg Franciska Izabella szülei Philippe Pétaint támogatták, addig Franciska Izabella Charles de Gaulle pártját fogta. Az ellenségeskedés végül annyira elharapódzott, hogy a hercegnő Tangerbe költözött a fiával. Miután a hercegnő többször is sikertelen kísérleteket tett arra, hogy Angliába utazzon, közben pedig teljesen kifogyott a pénzéből, Franciska Izabella kibékült a rokonaival, és visszatért a családjához a larache-i palotába.
1944 őszén Franciska Izabella édesanyja tájékoztatta a gyermekeit, hogy többé nem tudja anyagilag támogatni őket, és a nagy fenntartási költségek miatt el kell hagyniuk a larache-i palotát. A hercegnő a spanyolországi Málagában, a Miramar szállodában rendezkedett be fiával. Francisco Franco uralmát csak nehezen tudták átvészelni, ám anyagilag megerősödtek a világháborút követően. Az anyagi fellendülés elsősorban édesapja örökségének és Kristóf herceg megmaradt olasz ingatlanjainak volt köszönhető.
1948-ban a hercegnő és gyermeke elhagyta Spanyolországot. Görögországba a polgárháború miatt nem szerettek volna menni, az Egyesült Királyság pedig elutasította az Angliában való letelepülési kérelmüket, így Franciska Izabella és Mihály herceg Párizsba költöztek a hercegnő nénjéhez, Izabella hercegnőhöz és második férjéhez, Pierre Murat herceghez. A hercegnő egyre jobban elzárkózott a külvilágtól, élete vége felé depresszióba süllyedt. 1953. február 25-én hunyt el. A dreux-i Szent Lajos királyi kápolnában, az Orléans-ház temetkezési helyén tartották meg a temetési szertartást, ám a hercegnő maradványai Tatoin nyugszanak férje mellett.